# Chemikaliowiec

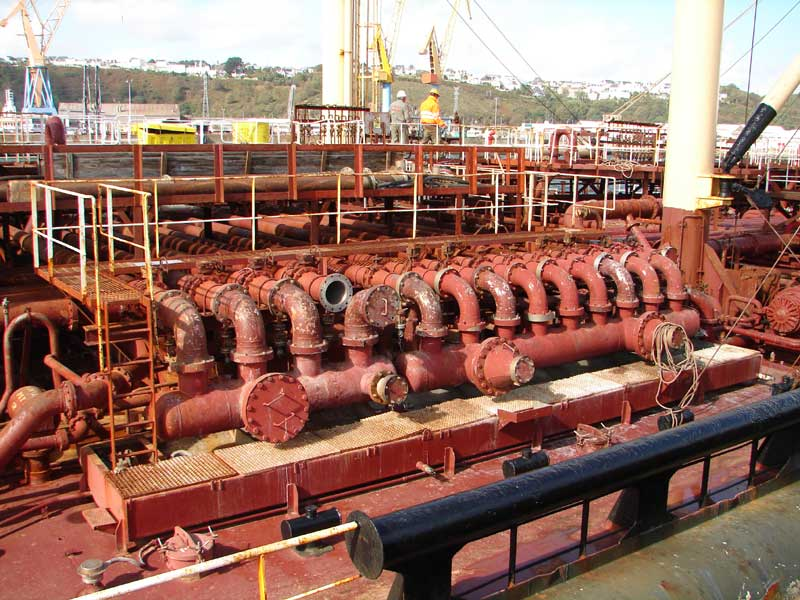
Armatura chemikaliowca

Chemikaliowiec – zbiornikowiec przeznaczony do przewozu płynnych chemikaliów.

## Budowa
Zbiorniki i armatura (rurociągi, zawory, części robocze pomp) wykonane są z wysokiej jakości stali nierdzewnej, odpornej na działanie przewożonych ładunków, często substancji bardzo agresywnych chemicznie lub pokryte wewnątrz specjalną powłoką. Mogą to być farby epoksydowe, ale obecnie wiodącym rodzajem są powłoki oparte na wysoko zaawansowanych technologiach polimerowych; stosowany jest też teflon. Rodzaj stali lub pokrycia zależy od ładunków, jakie ma przewozić statek. Zbiorniki zaopatrzone są w instalacje do grzania ładunku (zazwyczaj wężownice grzewcze umieszczone wewnątrz zbiornika), zawory bezpieczeństwa zabezpieczające przed nadmiernym nad- lub podciśnieniem, urządzenie do mycia zbiorników.
Statki są wyposażone w urządzenia do utrzymywania odpowiedniej atmosfery (instalacja gazu obojętnego) wewnątrz zbiorników. Ze względu na dużą wrażliwość ładunków najczęściej wykorzystywany jest azot o dużej czystości 99,999%. Każdy zbiornik na chemikaliowcu jest wyposażony w osobną pompę do wypompowania ładunku, umieszczoną bezpośrednio w zbiorniku. Pozwala to na przewożenie innego rodzaju ładunku w każdym zbiorniku. Chemikalia reagujące ze sobą ze względów bezpieczeństwa nie mogą być przewożone w sąsiadujących zbiornikach. Pompy są napędzane silnikami elektrycznymi przeznaczonymi do pracy w atmosferze wybuchowej lub silnikami hydraulicznymi. Dodatkowo, statek musi posiadać sprzęt (kombinezony przeciwchemiczne, aparaty oddechowe) do pracy w atmosferze zawierającej substancje żrące lub trujące, a także o niskiej zawartości tlenu, zwalczania pożarów i rozlewów ładunków oraz środki lecznicze przydatne w wypadku zatrucia. Załoga musi przejść dodatkowe, odpowiednie przeszkolenia a statki są poddawane częstym rygorystycznym kontrolom.
Nie ma maksymalnego wieku dla eksploatacji chemikaliowca. Każdy chemikaliowiec musi spełniać wymagania dla statków IMO 1, IMO 2 lub IMO 3 (w zależności od przewożonego ładunku zgodnie z Kodeksem IBC). Wszystkie nowo budowane chemikaliowce muszą mieć podwójny kadłub, a starsze statki nieposiadające podwójnego kadłuba muszą być przebudowane.